# Oscar for bedste fremmedsprogede film
Oscaren for bedste fremmedsprogede film (på engelsk Academy Award for Best Foreign Language Film, nu Academy Award for Bedst International Feature Film) gives til en ikke-engelsksproget film produceret uden for USA. Filmen skal have haft premiere i hjemlandet i perioden oktober til september året før Oscar-uddelingen. Filmen behøver ikke have været vist i de amerikanske biografer for at blive nomineret. Hvert land kan indstille én film af spillefilmslængde til nominering. I Danmark er det en branchekomité bestående af repræsentanter for den danske filmbranche og Det Danske Filminstitut, der vælger hvilken film, der skal repræsentere Danmark. Derefter udvælger Academy of Motion Picture Arts and Sciences fem film til en oscarnominering, og den bedste film kåres med en oscarstatuette, som filmens instruktør modtager på vegne af filmens kreative hold.
Udenlandske (ikke-engelsksprogede) film er blevet hædret med en Oscar siden 1947. Det første tre år som en specialpris (Special Foreign Language Award) og mellem 1950 og 1955 som en æres-oscar for udenlandske film (Honory Foreign Language Film Award). Prisen har haft sit nuværende navn siden 1956, hvor oscaren for bedste udenlandske film blev en selvstændig kategori, hvor der ligesom med de øvrige oscars er fem nominerede film hvert år.
Danske film har været nomineret i denne kategori tretten gange, hvoraf fire har vundet en Oscar: Babettes gæstebud (1987), Pelle Erobreren (1988), Hævnen (2010) og Druk  (2020) (årstal angiver filmåret, Oscaruddelingen bliver afholdt det følgende år).

## 2020'erne
- 2023 – The Zone of Interest, instrueret af Jonathan Glazer, Storbritannien
- 2022 – Intet nyt fra vestfronten, instrueret af Edward Berger, Tyskland
- 2021 – Drive My Car, instrueret af Ryusuke Hamaguchi, Japan
- 2020 – Druk, instrueret af Thomas Vinterberg, Danmark

## 2010'erne
- 2019 – Parasite, instrueret af Bong Joon-ho, Korea
- 2018 – Roma, instrueret af Alfonso Cuaron, Mexico
- 2017 – A Fantastic Woman, instrueret af Sebastián Lelio, Chile
- 2016 – Sælgeren, instrueret Asghar Farhadi, Iran
- 2015 – Sauls søn (Saul fia), instrueret af László Nemes, Ungarn
- 2014 – Ida (Ida), instrueret af Paweł Pawlikowski, Polen
- 2013 – Den store skønhed (La grande bellezza), instrueret af Paolo Sorrentino, Italien
- 2012 – Amour, instrueret af Michael Haneke, Østrig.
- 2011 – Nader og Simin - en seperation (جدایی نادر از سیمین) instrueret af Asghar Farhadi, Iran
- 2010 – Hævnen instrueret af Susanne Bier, Danmark

## 2000'erne
- 2009 – Øjnenes hemmelighed (El secreto de sus ojos) instrueret af Juan José Campanella, Argentina
- 2008 – Okoribito (おくりびと) instrueret af Yôjirô Takita, Japan.
- 2007 – Forfalskerne (Die Fälscher) instrueret af Stefan Ruzowitzky, Østrig.
- 2006 – De andres liv (Das Leben der Anderen) instrueret af Florian Henckel von Donnersmarck, Tyskland.
- 2005 – Tsotsi instrueret af Gavin Hood, Sydafrika
- 2004 – Mit indre hav (Mar adentro) instrueret af Alejandro Amenábar, Spanien
- 2003 – Barbarernes invasion (Les Invasions barbares) instrueret af Denys Arcand, Canada
- 2002 – Fortabt i Afrika (Nirgendwo in Afrika) instrueret af Caroline Link, Tyskland
- 2001 – Ingenmandsland (No Man's Land) instrueret af Danis Tanović, Bosnien-Hercegovina
- 2000 – Tiger på spring, drage i skjul (Wo hu cang long) instrueret af Ang Lee, Kina (Taiwan)

## 1990'erne
- 1999 – Alt om min mor (Todo sobre mi madre) instrueret af Pedro Almodóvar, Spanien
- 1998 – Livet er smukt (La vita è bella) instrueret af Roberto Benigni, Italien
- 1997 – Karakter instrueret af Mike van Diem og Karin Schagen, Holland
- 1996 – Kolja instruret af Jan Sverák , Tjekkiet
- 1995 – Antonias verden instrueret af Marleen Gorris, Holland
- 1994 – Brændt af solen (Утомлённые солнцем) instrueret af Nikita Mikhalkov, Rusland
- 1993 – Belle époque instrueret af Fernando Trueba, Spanien
- 1992 – Indokina (Indochine) instrueret af Regis Wargnier, Frankrig
- 1991 – Jeg elsker soldater (Mediterraneo) instrueret af Gabriele Salvatores, Italien
- 1990 – Reise der Hoffnung instrueret af Xavier Koller, Schweiz

## 1980'erne
- 1989 – Mine aftener i Paradis (Nuovo cinema Paradiso) instrueret af Giuseppe Tornatore, Italien
- 1988 – Pelle Erobreren instrueret af Bille August, Danmark
- 1987 – Babettes gæstebud instrueret af Gabriel Axel, Danmark
- 1986 – Overgrebet (De Aanslag) instrueret af Fons Rademakers, Holland
- 1985 – La historia oficial instrueret af Luis Puenzo, Argentina
- 1984 – La diagonale du fou instrueret af Richard Dembo, Frankrig
- 1983 – Fanny og Alexander (Fanny och Alexander) instrueret af Ingmar Bergman, Sverige
- 1982 – Volver a empezar instrueret af José Luis Garci, Spanien
- 1981 – Mephisto instrueret af István Szabó, Ungarn
- 1980 – Moskva tror ikke på tårer (Москва Слезам Не Верит) instrueret af Vladimir Menshov, Sovjetunionen

## 1970'erne
- 1979 – Bliktrommen (Die Blechtrommel) instrueret af Volker Schlöndorff, Vesttyskland
- 1978 – Vil du elske min pige? (Preparez vos mouchoirs) instrueret af Bertrand Blier, Frankrig
- 1977 – Du har jo livet for dig (La vie devant soi) instrueret af Moshé Mizrahi, Frankrig
- 1976 – Sorte og hvide i farver (Noirs et blancs en couleur) instrueret af Jean-Jacques Annaud, Elfenbenskysten (Frankrig)
- 1975 – Dersu Uzala (Дерсу Узала) instrueret af Akira Kurosawa, Rusland (Japan)
- 1974 – Amarcord (Amarcord) instrueret af Federico Fellini, Italien
- 1973 – Den amerikanske nat (La nuit américaine) instrueret af François Truffaut, Frankrig
- 1972 – Borgerskabets diskrete charme (Le charme discret de la bourgeoisie) instrueret af Luis Buñuel, Frankrig
- 1971 – Den forbudte have (Il Giardino dei Finzi-Contini) instrueret af Vittorio De Sica, Italien
- 1970 – Undersøgelse af en borger hævet over enhver mistanke instrueret af Elio Petri, Italien

## 1960'erne
- 1969 – Z instrueret af Costa-Gavras, Algeriet
- 1968 – Krig og fred (Война и мир) instrueret af Sergej Bondartjuk, Sovjetunionen
- 1967 – Skarpt bevogtede tog (Ostře sledované vlaky) instrueret af Jiří Menzel, Tjekkoslovakiet
- 1966 – Manden og kvinden (Un homme et une femme) instrueret af Claude Lelouch, Frankrig
- 1965 – Butikken på hovedgaden (Obchod na korze) instrueret af Ján Kadár, Elmar Klos, Tjekkoslovakiet
- 1964 – I går, i dag og i morgen (Ieri, oggi, domani) instrueret af Vittorio De Sica, Italien
- 1963 – 8½ (Otto e mezzo) instrueret af Federico Fellini, Italien
- 1962 – Les dimanches de ville d'Avray instrueret af Serge Bourguignon, Frankrig
- 1961 – Som i et spejl (Såsom i en spegel) instrueret af Ingmar Bergman, Sverige
- 1960 – Jomfrukilden (Jungfrukällan) instrueret af Ingmar Bergman, Sverige

## 1950'erne
- 1959 – Sort karneval (Orfeu Negro) instrueret af Marcel Camus, Brasilien
- 1958 – Min onkel (Mon Oncle) instrueret af Jacques Tati, Frankrig
- 1957 – Gadepigen Cabiria (Le Notti di Cabiria) instrueret af Federico Fellini, Italien
- 1956 – La Strada instrueret af Federico Fellini, Italien
- 1955 – Samurai I: Miyamoto Musashi, (Miyamoto Musashi) instrueret af Hiroshi Inagaki, Japan
- 1954 – Ingen kan tvinge et hjerte (Jigokumon) instrueret af Teinosuke Kinugasa, Japan
- 1953 – ingen oscar
- 1952 – Forbudte lege (Jeux interdits) instrueret af René Clément, Frankrig
- 1951 – Rashomon instrueret af Akira Kurosawa, Japan
- 1950 – På den anden side af gitteret (Au delà des grilles) instrueret af René Clément, Frankrig

## 1940'erne
- 1949 – Cykeltyven (Ladri di biciclette) instrueret af Vittorio De Sica, Italien
- 1948 – Monsieur Vincent instrueret af Maurice Cloche, Frankrig
- 1947 – I morgen, Mister (Sciuscià) instrueret af Vittorio De Sica, Italien

## Mest vindende lande
Listen viser lande, der har været repræsenteret med mindst to vinderfilm i kategorien.
| Land            | Vinderfilm | Nomineringer | Kommentar                                                          |
| --------------- | ---------- | ------------ | ------------------------------------------------------------------ |
| Italien         | 14         | 33           | Fire vinderfilm instrueret af Fellini og fire af Vittorio De Sica. |
| Frankrig        | 12         | 41           |                                                                    |
| Japan           | 5          | 18           |                                                                    |
| Spanien         | 4          | 21           |                                                                    |
| Danmark         | 4          | 14           |                                                                    |
| Sverige         | 3          | 16           | Alle tre vinderfilm er instrueret af Ingmar Bergman.               |
| Tyskland        | 3          | 13           |                                                                    |
| Sovjetunionen   | 3          | 9            |                                                                    |
| Holland         | 3          | 7            |                                                                    |
| Ungarn          | 2          | 10           |                                                                    |
| Argentina       | 2          | 8            |                                                                    |
| Tjekkoslovakiet | 2          | 6            |                                                                    |
| Schweiz         | 2          | 5            |                                                                    |
| Østrig          | 2          | 4            |                                                                    |
| Iran            | 2          | 3            |                                                                    |

## Danske spillefilm
Følgende danske film har været nomineret til en Oscar for bedste fremmedsprogede film:
Vindere
- Babettes gæstebud (1987)
- Pelle erobreren (1988)
- Hævnen (2010)
- Druk (2020)

Nominerede
- Qivitoq (1956)
- Paw (1959)
- Harry og kammertjeneren (1961)
- Dansen med Regitze (1989)
- Efter brylluppet (2006)
- En kongelig affære (2012)
- Jagten (2013)
- Krigen (2015)
- Under sandet (2016)
- Pigen med nålen (2024)

Shortlistede
- Superclásico (2011)
- Den skyldige (2018)

## Ekstern henvisning
- Officielle regler for uddeling af Oscaren for bedste fremmedsprogede film